# 홍순일
홍순일(洪淳佾, 1937년 1월 14일~)은 대한민국의 정치인이다. 제9·10·11·12대 강원도 태백시장을 지냈다.[관선 제9대(1993~1995), 민선 제10·11·12대(1995~2006)]

## 약력
- 1937.01.14: 강원도 동해시 출생
- 1943.03~1949.02:강원 북평초등학교 졸업
- 1949.03~1952.02:강원 북평중학교 졸업
- 1952.03~1955.02:강원 북평고등학교 졸업
- 1974.03~1977.02:강원대학교 경영행정대학원

## 경력
- 1976년: 강원도 문화공보실장
- 1977년: 강원도 관광운수과장
- 1978년: 강원도 지역계획과장
- 1980년: 강원도 새마을지도과장
- 1981.12:  강원도 내무국 지방과장
- 1982.09.18~1986.03.08: 제26대 강원도 평창군수
- 1986.12.24~1988.06.10: 제24대 강원도 철원군수
- 1988.06.11~1991.01.13: 제24대 강원도 고성군수
- 1991.01: 강원도청 내무국장
- 1992.02: 강원도의회 사무처장
- 1993.08.16~1995.03.28: 제9대 강원 태백시장
- 1996.07: 강원개발연구원 이사
- 1995.07.01 ~2006.06.30: 제10~12대 강원 태백시장(3선, 한나라당)
- 2009.07~現:민주평화통일자문회의 태백시협의회장

## 수상
- 1990년: 대통령 근정포장
- 1999년: 대통령 홍조근정훈장

## 역대 선거 결과
|  | 38.89% |

|  | 54.82% |

|  | 57.17% |